# RV Tom Crean
El RV Tom Crean es un buque oceanográfico multipropósito operado por el Marine Institute de Galway, Irlanda. Entró en servicio en el año 2022 para realizar funciones de investigación pesquera, oceanográfica, hidrográfica y geológica, así como también para realizar el mantenimiento y vigilancia de boyas meteorológicas, labores de observación y vehículos submarinos operados remotamentes (ROV) en la zona económica exclusiva de Irlanda (ZEE). Según sus propietarios, se trata del "buque de investigación más silencioso del mundo", siendo el primer barco en superar el estándar de ruido del Consejo Internacional para la Exploración del Mar (ICES) para la investigación pesquera. El barco, que lleva el nombre del explorador antártico irlandés Tom Crean, tiene 52,8 metros (173 pies 3 pulgadas) de eslora y cuenta con capacidad para 12 miembros de la tripulación y 14 investigadores. Tiene una autonomía de al menos 21 días seguidos en el mar y está diseñado para operar en condiciones marítimas adversas. El buque reemplazó al RV Celtic Voyager.

## Diseño
El contrato para el diseño del barco se adjudicó a la consultora noruega de ingeniería naval Skipsteknisk AS. con el diseño designado como ST-366 tras un proceso de licitación de la Unión Europea. El Tom Crean fue diseñado como un buque de investigación silencioso: para minimizar su impacto sobre los peces y recopilar datos acústicos de alta calidad, su diseño y construcción cumplen con los criterios estándar de ruido del ICES 209 para la investigación pesquera. Estas medidas de mitigación del ruido incluyen una hélice silenciosa de 7 palas y aislamiento acústico de equipos internos. Cuando atraca en puerto, los generadores de a bordo se pueden apagar y este puede obtener energía de las instalaciones en tierra para reducir el consumo de combustible.
Está equipado con un sistema de posicionamiento dinámico (DP1) y antivuelco para operaciones en mar agitado. Para la investigación oceanográfica, se instala un sistema de conductividad, temperatura y profundidad (CTD) compensado por el movimiento del aire, con 4 500 metros (14. 800 pies) de cable. También se incluyen un hangar CTD, un laboratorio CTD y un laboratorio químico de temperatura controlada. Un bastidor de 10 toneladas montado en popa con una articulación de 170 grados se puede utilizar para desplegar y recuperar equipos como ROVs y cámaras, así como también para operaciones investigación pesquera.
El ROV de trabajo "Deepwater Holland I" del Marine Institute y el ROV subatlántico "Etain" de la Universidad de Limerick (UL) se pueden colocar en la cubierta de popa. El buque puede transportar hasta tres contenedores TEU.

## Construcción
El buque fue construido por Astilleros Armon Vigo en España.

## Historial de servicio
Después de su construcción, el buque realizó las pruebas de mar en mayo de 2022 y entró en servicio oficialmente el 8 de julio de 2022. En su primer año de servicio, el buque completó 296 días de investigación, en los que participaron 180 científicos y recorrió más de 32 000 millas náuticas.
Una de las misiones que tiene encomendada el Tom Crean es realizar estudios INFOMAR (Mapeo integrado para el desarrollo sostenible de los recursos marinos de Irlanda) para el Servicio Geológico de Irlanda. Durante su primer año de servicio, se llevaron a cabo cinco estudios INFOMAR, mapeando un área de 6 317 kilómetros cuadrados (2 439 millas cuadradas). Estudios posteriores de INFOMAR localizaron dos presuntos naufragios no descubiertos previamente y mapearon cientos de naufragios en total. Está previsto que la segunda fase de los estudios INFOMAR se realicen hasta el año 2026, y se espera que el Tom Crean cartografíe el Mar Céltico frente a la costa de Cork y el Océano Atlántico frente al oeste de los condados de Kerry, Clare y Galway. También ha recopilado datos de lugares como el Porcupine Bank, aproximadamente a 300 kilómetros (190 millas) al oeste de Ke; Islas Aran; el Mar Céltico; y el Golfo de Vizcaya.